# بيازا
بيازَّا (بالإنجليزية: Piazza)‏ هي خدمة سؤال وجواب عبر الإنترنت. يمكن وصفها كخليط من الويكي ومنتدى الإنترنت لتستخدم كنظام لإدارة التعلم. أصل التسمية من الكلمة الإيطالية بيازا(بالإيطالية: Piaza)‏ وتعنى ميدان حيث يجتمع الناس لتشارك الأفكار والمعرفة.